# Csigó Pál
Csigó Pál (Diszel, 1834. január 17. – Nemesgulács, 1895. március 17.) földbirtokos, szolgabíró, országgyűlési képviselő. Részt vett a Budavár körüli harcokban, majd a Komáromnál megfutamodó Jellasics kiűzésében. Tanulmányait 1854-ig folytatta.
1861-ben és 1867—1872-ig Zala megye tisztviselője, a tapolcai járásban Tapolca és vidéke szolgabírója, 1861-től megyei bizottsági tag, 1873—1891. között a tapolcai járásban az Újoncozó Bizottság polgári elnöke. Állandó kinevezett gazdasági tudósító, iskola látogató és a tapolcai vincellériskola felügyelő bizottságának tagja. Tagja a filoxéra ellen küzdő országos bizottságnak. Egyik alapítója, részvényese, második elnöke majd felügyelőbizottsági tagja volt a Tapolcai Takarékpénztár Rt.-nek. 1892-től a tapolcai kerület országgyűlési képviselője a Szabadelvű Párt színeiben. A Tapolca-keszthelyi vasútvonal kiépítésének aktív kezdeményezője és támogatója volt.
1858. október 11-én vette feleségül Kozáry Klárát (Zalabér, 1838.11. 13. –  ?, 1906.08.04.), házasságukból 5 gyerek született: Csigó László, Csigó Kálmán, Csigó Ferencz, Csigó Aranka és Csigó Elza.